# Veyrier-du-Lac
Veyrier-du-Lac település Franciaországban, Haute-Savoie megyében. Lakosainak száma 2308 fő (2022. január 1.). Veyrier-du-Lac Alex, Annecy, Menthon-Saint-Bernard és Sevrier községekkel határos.

## Népesség
A település népessége az elmúlt években az alábbi módon változott:
| Lakosok száma | 2355 | 2308 | 2363 | 2251 | 2263 | 2276 | 2286 | 2297 | 2308 |
|               | 2013 | 2015 | 2016 | 2017 | 2018 | 2019 | 2020 | 2021 | 2022 |